# 银塘镇
银塘镇，是中华人民共和国安徽省马鞍山市雨山区下辖的一个乡镇级行政单位。

## 行政区划
银塘镇下辖以下地区：
黄梅山社区、福达社区、晨光社区、前进村、宝庆村、卸巷村和金山村。